# Freak Puke
Freak Puke es el decimoctavo álbum de estudio de Melvins, este fue lanzado el 5 de junio de 2012 por la disquera Ipecac Recordings. Cuenta con una diferente alineación la cual consiste en Buzz Osborne en guitarra y voz, Dale Crover en batería, y Trevor Dunn en contrabajo. Esta formación salió de gira bajo el apodo de "Melvins Lite" y es el primer álbum desde Pigs of the Roman Empire de 2004 el cual no incluye al bajista/vocalista Jared Warren y al baterista Coady Willis. La canción "A Growing Disgust" fue tocada durante la gira de Melvins/Unsane. "Let Me Roll It" es un cover de Paul McCartney and Wings.

## Canciones
| N.º | Título                        | Duración |  |
| 1.  | «Mr. Rip-Off»                 | 5:52     |  |
| 2.  | «Inner Ear Rupture»           | 1:56     |  |
| 3.  | «Baby Won’t You Weird Me Out» | 3:50     |  |
| 4.  | «Worm Farm Waltz»             | 3:54     |  |
| 5.  | «A Growing Disgust»           | 4:28     |  |
| 6.  | «Leon Versus the Revolution»  | 2:47     |  |
| 7.  | «Holy Barbarians»             | 2:31     |  |
| 8.  | «Freak Puke»                  | 2:46     |  |
| 9.  | «Let Me Roll It»              | 4:30     |  |
| 10. | «Tommy Goes Berserk»          | 9:40     |  |

## Personal
- King Buzzo – Guitarra eléctrica & voz
- Dale Crover – Batería & voz
- Trevor Dunn – Contrabajo & voz
- James McAleen - coros en ("Let Me Roll It")
- Dan Raymond - coros y & guitarra en ("Let Me Roll It")
- Toshi Kasai - grabación
- John Golden - mastering
- Mackie Osborne - arte